# ティファニー・ミンクス
ティファニー・ミンクス Tiffany Mynx（カリフォルニア州アップランド出身、1971年10月10日 - ）は、アメリカ合衆国のポルノ女優・映画監督。

## ポルノ映画歴
1992年、ミンクスはロサンゼルスに移り住み、祖母と一緒に暮らしながらエキゾチック・ダンサーとして働き始めた。彼女のカメラに撮られる最初の仕事は、ペントハウスビデオのもので、一方で彼女はポルノデビュー作となるVCAムービーの『The DJ』に出演した。
1995年、彼女は元ポルノ男優のコーディ・アダムスと結婚した。2番目の息子を出産した後、ミンクスは豊胸手術を受け、エレガント・エンジェル社 (Elegant Angel) と契約を結んだ。エレガント・エンジェルの創設者パトリック・コリンズ (Patrick Collins) は、1997年に彼女の映画『Tiffany Mynx Is Buttwoman 97』を監督している。この映画の発売以前から彼女は人気のある女優であったが、これにより更に人気が飛躍的に高まり、ミンクスの艶技は激しさを増していく。彼女は多数のビデオに主演して、巨大な陰茎を持つ男優たちと過激なフェラチオやアナルセックスを行なった。多くの場合これらの場面は異人種の男性と演じられた。アナルセックスシーンに加え、いかにも喜々として享受しているように見える顔射シーンやきれいに刈り込まれた陰毛、そして複数のペニスを受け入れる乱交シーンが彼女の人気を高めた。彼女はまた脚フェチやレズビアンの映画にも数多く主演している。
ミンクスは400本以上のポルノ映画に主演し、10本近い作品を監督した。1998年、彼女は映画『Asswoman in Wonderland』で脚本・プロデュース・監督・主演女優の四役を務めた。更に彼女はこの映画の衣裳デザインにも参加した。彼女はペイガン・ピクチャーズとティファニー・ミンクス・プロダクションという2つの製作会社を所有している。
ミンクスは近年ジョン・スタグリアーノのエヴィル・エンジェル・プロダクションでの仕事が増えている。ジュールス・ジョーダン (Jules Jordan) 監督の『Once You Go Black 2』(2003年)、『Ass Worship 5』(2003年)、『Flesh Hunter 8』(2004年) などでは、果敢にA2M（Ass to mouth：アナルから抜き取られたペニスを即座に口中に含んでフェラチオすること）に臨んでいる。『Once You Go Black 2』ではショーン・マイケルズの長大なペニスを全てアナルに呑み込み、『Ass Worship 5』ではジュールスを足コキで絶頂に導いてみせた。

## 家族
報道によると、ティファニー・ミンクスには既に成年に達したネイトという息子がおり、アラナ・エヴァンス (Alana Evans) のウェブサイトで彼女と共に撮影をするためのテストを受け、契約をした。
コーディ・アダムスとは1998年に離婚した。2006年の8月に再婚し、翌年3人目の子供が生まれた。その時点では彼女は2番目の夫と子供と共にネバダ州ラスベガスに住んでいた。

## 受賞
- 1994年 AVN 最優秀アナルセックスシーン・ビデオ部門 - 『Sodomania 5』（キティ・ヤン、ランディ・ウェストと共に）[1]
- 1994年 FOXE お気に入り女優（ニッキー・ダイアル、アシュリン・ギアと分ける）[2]
- 1997年 XRCO 最優秀レズシーン - 『Miscreants』（ジーナ・ファイン、ステファニー・スウィフトと共に）[3]
- 1998年 XRCO 最優秀乱交シーン - 『Asswoman in Wonderland』（アイロック、Stryc-9（チェリー・ミラージュ）、ヴァン・ダメージ、ルチアーノ（マイケル・ステファノ）と共に）[3]
- 1998年 FOXE お気に入り女優（ジェナ・ジェイムソン、ステイシー・ヴァレンタイン、ステファニー・スウィフトと分ける）[2]
- 2001年 AVN殿堂入り[4]
- 2002年 XRCO殿堂入り[5]
- 2006年 Legends of Erotica[6]
- 2007年 AVN 最優秀セックスシーン・ビデオ部門 - 『Slave Dolls』（マニュエル・フェラーラと共に）[1]

## インタビューと出典
- インタビュー、Luke is BACK.com（英語）
- ポッドキャスト・インタビュー、raincoatreviews.com（英語）
- ティファニー・ミンクス、インタビューとビデオチャット（英語）
- インタビュー、RogReviews.com（英語）
- AdultFYIの記事（英語）